# Tomocerura colonavia
Tomocerura colonavia är en urinsektsart som beskrevs av John Tenison Salmon 1949. Tomocerura colonavia ingår i släktet Tomocerura och familjen Isotomidae. Inga underarter finns listade i Catalogue of Life.